# Julián Leal
Omar Julián Leal Covelli (Bucaramanga, 11 maggio 1990) è un pilota automobilistico colombiano.

## Carriera

### Formula Renault 2.0
Leal iniziò la sua carriera da pilota professionista nel 2006 nella serie Formula Renault 2.0 PanamGP, ottenendo due arrivi sul podio in sette gare e finendo al 9º posto in classifica. Prese parte a due gare di questa categoria anche l'anno successivo.

### Euroseries 3000
Nel 2007 Leal si trasferì in Europa per correre nel campionato 2007 dell'Euroseries 3000. Alla guida della monoposto del team italiano Durango, concluse 9º nell'Euroseries e 11º nel campionato di Formula 3000 italiana, alla quale partecipa come parte del campionato principale.
Continua in questo campionato anche nel 2008, arrivando 6º nell'Euroseries dopo aver ottenuto quattro podi in quindici gare. Nel settembre dello stesso anno, vince il campionato italiano di Formula 3000 a Misano, battendo sia Fabio Onidi che Nicolas Prost per un solo punto.

### Formula Renault 3.5 Series
Alla fine del 2008, Leal prese parte ai test della Formula Renault 3.5 Series, provando al Paul Ricard e al Valencia, guidando sia per la Draco Racing sia per la Prema Powerteam. Nel dicembre 2008 venne annunciata la firma del pilota colombiano per la Prema per il campionato di Formula Renault 3.5 Series 2009. La sua prima stagione fu una sorta di test per crescere, ottenendo un podio all'Hungaroring come unico arrivo a punti della stagione e concludendo 20º.
Al termine della stagione, Leal provò ai test a Barcellona sia per la Prema che per la Fortec Motorsport e a dicembre 2009 si annunciò il suo ingaggio per la Draco Racing per il campionato 2010, sempre in Formula Renault 3.5, come compagno del francese Nathanaël Berthon. Concluse nuovamente al 20º posto dopo una bella lotta con il suo compagno debuttante, ottenendo come miglior risultato un 4º posto a Brno.

### Auto GP
Nel marzo 2010 Leal partecipò al campionato 2010 dell'Auto GP per l'italiana Trident Racing. Concluse 7º nella classifica finale, con il punto più alto raggiunto alla penultima gara della stagione sul nuovo Circuito di Navarra, dove vinse la sua prima corsa dopo essere partito dalla pole position.

### GP2 Series

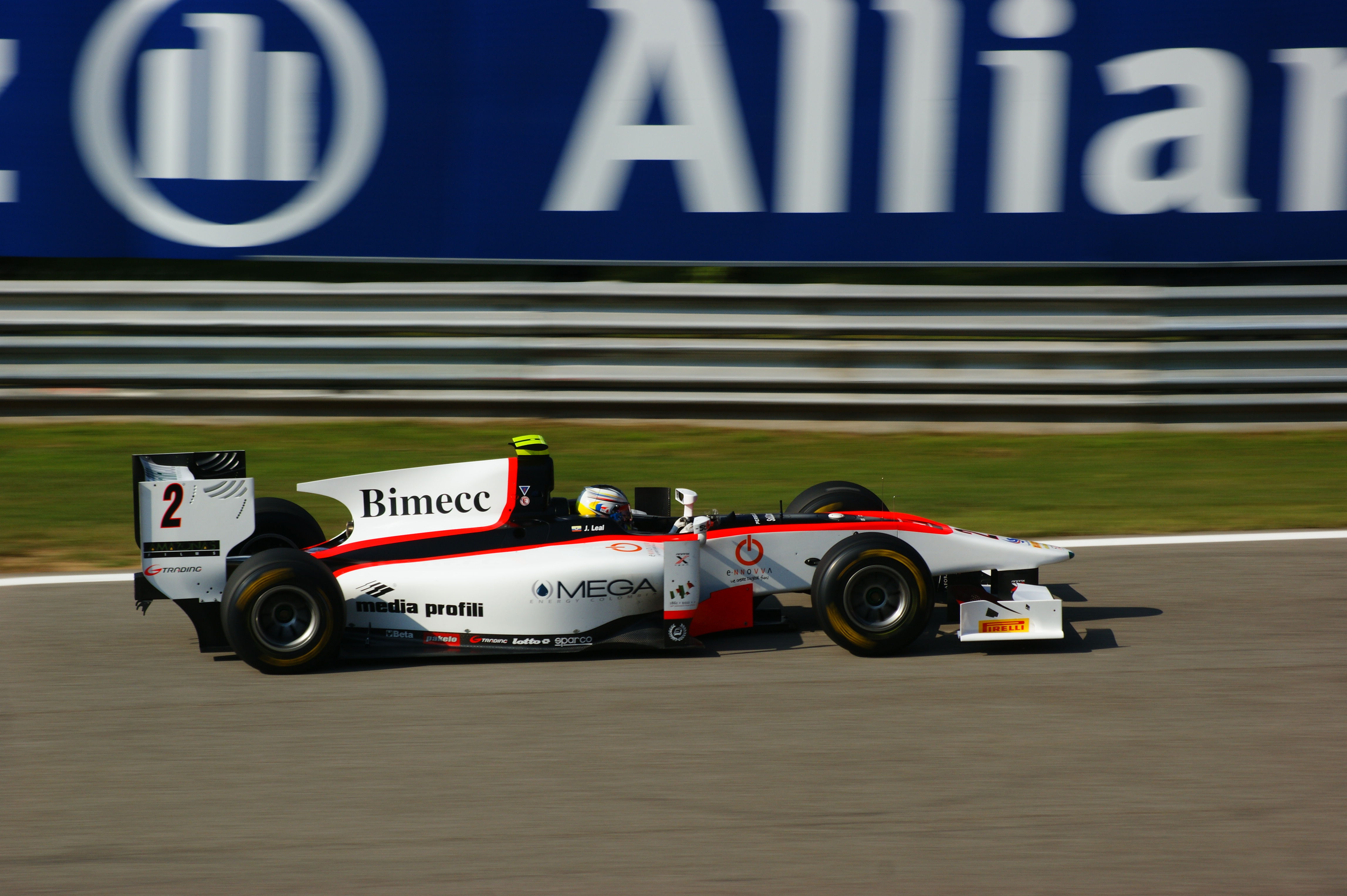
Leal alla guida della Rapax nel round di Monza del campionato 2011 di GP2.

Nel novembre del 2010, Leal prova una vettura di GP2 per la prima volta, prendendo parte ai test di fine stagione a Yas Marina, il tracciato di Abu Dhabi e nel gennaio 2011 viene ingaggiato dalla Rapax per partecipare alla serie asiatica, insieme a Fabio Leimer. Inizialmente il contratto prevede la sola partecipazione alla serie asiatica, ma nel marzo 2011 viene confermato nel team anche per la main series, nel quale conclude 27º.
Leal passa alla Trident Racing per le finali non valide per il campionato, tenutesi a Yas Marina, e resta con il team per tutta la stagione 2012, affiancato dal monegasco Stéphane Richelmi. Ottiene i primi punti in carriera nella main series e conclude 21º in campionato.

## Risultati

### Sommario
| Anno | Serie                       | Team                       | Gare | Vittorie | Pole | Gpv | Podi | Punti | Pos. |
| ---- | --------------------------- | -------------------------- | ---- | -------- | ---- | --- | ---- | ----- | ---- |
| 2006 | Formula Renault 2.0 PanamGP | Penix Unico                | 7    | 0        | 0    | 0   | 2    | 72    | 9º   |
| 2007 | Formula Renault 2.0 PanamGP | ?                          | 2    | 0        | 0    | 0   | 0    | 16    | 17º  |
| 2007 | Euroseries 3000             | Durango                    | 16   | 0        | 0    | 0   | 0    | 13    | 9º   |
| 2007 | Formula 3000 italiana       | Durango                    | 8    | 0        | 0    | 0   | 0    | 8     | 11º  |
| 2008 | Euroseries 3000             | Durango                    | 15   | 0        | 1    | 0   | 4    | 38    | 6º   |
| 2008 | Formula 3000 italiana       | Durango                    | 8    | 0        | 1    | 0   | 4    | 35    | 1º   |
| 2009 | Formula Renault 3.5 Series  | Prema Powerteam            | 17   | 0        | 0    | 0   | 1    | 11    | 20º  |
| 2010 | Formula Renault 3.5 Series  | International Draco Racing | 17   | 0        | 0    | 0   | 0    | 11    | 20º  |
| 2010 | Auto GP                     | Trident Racing             | 12   | 1        | 1    | 1   | 1    | 21    | 9º   |
| 2011 | GP2 Series                  | Rapax                      | 18   | 0        | 0    | 0   | 0    | 0     | 27º  |
| 2011 | GP2 Asia Series             | Rapax                      | 4    | 0        | 0    | 0   | 0    | 0     | 26º  |
| 2011 | GP2 Final                   | Trident Racing             | 2    | 0        | 0    | 0   | 0    | 0     | 22º  |
| 2012 | GP2 Series                  | Trident Racing             | 24   | 0        | 0    | 0   | 0    | 9     | 21º  |

* Stagione in corso.

### Risultati completi GP2 Series
(legenda) (Le gare in grassetto indicano la pole position) (Gare in corsivo indicano Gpv)
| Anno | Team               | 1          | 2           | 3           | 4           | 5           | 6           | 7          | 8          | 9          | 10          | 11         | 12        | 13         | 14          | 15          | 16          | 17         | 18          | 19        | 20        | 21         | 22        | 23         | 24         | Pos. | Punti |
| ---- | ------------------ | ---------- | ----------- | ----------- | ----------- | ----------- | ----------- | ---------- | ---------- | ---------- | ----------- | ---------- | --------- | ---------- | ----------- | ----------- | ----------- | ---------- | ----------- | --------- | --------- | ---------- | --------- | ---------- | ---------- | ---- | ----- |
| 2011 | Rapax              | TUR FEA 19 | TUR SPR Rit | ESP FEA 17  | ESP SPR 14  | MON FEA Rit | MON SPR Rit | VAL FEA 11 | VAL SPR 9  | GBR FEA 22 | GBR SPR 21  | GER FEA 14 | GER SPR 9 | HUN FEA 20 | HUN SPR Rit | BEL FEA Rit | BEL SPR Rit | ITA FEA 16 | ITA SPR Rit |           |           |            |           |            |            | 27º  | 0     |
| 2012 | Trident Racing     | MYS FEA 15 | MYS SPR 15  | BHR1 FEA 12 | BHR1 SPR 17 | BHR2 FEA 15 | BHR2 SPR 14 | ESP FEA 24 | ESP SPR 17 | MON FEA 21 | MON SPR Rit | VAL FEA 12 | VAL SPR 8 | GBR FEA 20 | GBR SPR 17  | GER FEA 21  | GER SPR 12  | HUN FEA 16 | HUN SPR 15  | BEL FEA 7 | BEL SPR 9 | ITA FEA 10 | ITA SPR 8 | SGP FEA 11 | SGP SPR 16 | 21º  | 9     |
| 2013 | Racing Engineering | MYS FEA 5  | MYS SPR Rit | BHR FEA 19  | BHR SPR 16  | ESP FEA     | ESP SPR     | MON FEA    | MON SPR    | GBR FEA    | GBR SPR     | GER FEA    | GER SPR   | HUN FEA    | HUN SPR     | BEL FEA     | BEL SPR     | ITA FEA    | ITA SPR     | SGP FEA   | SGP SPR   | ABU FEA    | ABU SPR   |            |            | 11º* | 10*   |

* Stagione in corso.

### Risultati completi GP2 Asia Series
(legenda) (Le gare in grassetto indicano la pole position) (Gare in corsivo indicano Gpv)
| Anno | Team  | 1           | 2          | 3          | 4          | Pos. | Punti |
| ---- | ----- | ----------- | ---------- | ---------- | ---------- | ---- | ----- |
| 2011 | Rapax | ABU FEA Rit | ABU SPR 17 | ITA FEA 17 | ITA SPR 18 | 26º  | 0     |